# Phillip Boa
Phillip Boa właściwie Ernst Ulrich Figgen (ur. 18 stycznia 1963 w Dortmundzie) – niemiecki muzyk, kompozytor, gitarzysta oraz wokalista popowy.

## Życiorys
Boa zadebiutował w 1985 roku inicjując powstanie niezależnej grupy Phillip Boa & The Voodooclub. Sławę zyskał w 1988 roku ze sprawą albumu pt. Hair oraz singla „Container Love”. Muzyka wykonywana przez Boa ma swoje korzenie w brytyjskim punku oraz new wave, jednak stylistycznie to nowoczesny pop z wpływami muzyki awangardowej. Boa znany również jest jako twórca heavymetalowej supergrupy muzycznej Voodoocult. Gdzie do współpracy zaprosił m.in. wirtuoza gitary elektrycznej Chucka Schuldinera, cenionego producenta muzycznego polskiego pochodzenia Waldemara Sorychtę (gitara), znanego z występów w grupie Kreator gitarzystę Mille Petrozzego, perkusistę Dave’a Lombardo Slayer czy znanego z występów w grupie Faith No More Jima Martina (gitara). Działalność Voodoocult została zakończona wraz z wydaniem drugiego albumu, po czym Boa poświęcił się działalności solowej.

## Dyskografia
Albumy solowe
- 1985 Philister (Ja! Musik)
- 1986 Philistrines (Red Flame, England)
- 1986 Aristocracie (Constrictor)
- 1987 Copperfield (Polydor)
- 1988 Hair (Polydor)
- 1989 30 Years of Blank Expression (DiDi, Griechenland)
- 1990 Hispanola (Polydor)
- 1991 Helios (Polydor)
- 1991 Live! Exile On Valletta Street (Polydor)
- 1993 Boaphenia (Polydor)
- 1994 God (Motor Music)
- 1994 Hidden Pearls (Fanclub Release)
- 1995 She (Motor Music)
- 1996 Hidden Pearls & Spoken Words (Fanclub Release)
- 1997 Fine Art On Silver (Motor Music)
- 1997 Aristocracie (Remastered, Indigo)
- 1998 Lord Garbage (Motor Music)
- 1998 Master Series (Re-Release „Fine Art On Silver”)
- 2000 My Private War (RCA/BMG)
- 2001 Singles Collection 1985-2001 (RCA/BMG)
- 2001 The Red (RCA/BMG)
- 2003 C 90 (RCA/BMG)
- 2005 Decadence & Isolation (Motor Music)
- 2005 BOA Best Singles (Remastered, Polydor/Universal)
- 2006 Copperfield (Remastered, Polydor/Universal)
- 2006 Hair (Remastered, Polydor/Universal)
- 2006 Hispanola (Remastered, Polydor/Universal)
- 2007 Faking To Blend In (Motor Music)
- 2009 Diamonds Fall (Rough Trade)

Voodoocult
- 1994 Jesus Killing Machine
- 1995 Voodoocult